# Йоганн Тунманн
Йоганн-Еріх Тунманн (швед. Johann Erich Thunmann; 23 серпня 1746 — 17 грудня 1778) — шведський науковий діяч. Лінгвіст, історик, теолог. Народився у Торесунді, Седерманланд, Швеція. Професор філософії в Університету в Галле.

## Праці

### Оригінал
- Unters uchungen ü ber d. aelt. Gesch. d. nordisch. Volker. — 1772.
- Die letzten Jahre Antiochus Hierax. — 1775.
- Die Entdeckung Americas von den Normannen. — 1776.
- Der Krimische Staat. — Troppau, 1784.

### Переклади
- Тунманн, Й. Крымское ханство. — Симферополь, 1936.
- Тунманн. Крымское ханство [Архівовано 10 травня 2012 у Wayback Machine.]. — Симферополь: Таврия, 1991.